# Postomino
Postomino [pɔstɔˈminɔ] (trước đây là Pustamin của Đức) là một ngôi làng ở hạt Sławno, West Pomeranian Voivodeship, ở phía tây bắc Ba Lan. Đó là chỗ ngồi của gmina (khu hành chính) được gọi là Gmina Postomino. Nó nằm khoảng 15 kilômét (9 mi) phía bắc Sławno và 184 km (114 mi) về phía đông bắc của thủ đô khu vực Szczecin.
Trước năm 1945, khu vực này là một phần của Đức. Đối với lịch sử của khu vực, xem Lịch sử của Pomerania.
Làng có dân số 625 người.